# Болгария на зимних Олимпийских играх 1952
Болгария принимала участие в Зимних Олимпийских играх 1952 года в Осло (Норвегия) в третий раз за свою историю. В соревнованиях принимали участие десять спортсменов в двух видах спорта, но не завоевали ни одной медали.

## Горнолыжный спорт

### Скоростной спуск
| Соревнование     | Спортсмены      | Итоги  | Итоги |
| Соревнование     | Спортсмены      | Время  | Место |
| ---------------- | --------------- | ------ | ----- |
| Скоростной спуск | Георги Димитров | 2:49.9 | 30    |
| Скоростной спуск | Димитр Дражев   | 2:55.6 | 39    |
| Скоростной спуск | Георги Митров   | 3:44.5 | 64    |

### Гигантский слалом
| Соревнование      | Спортсмены      | Итоги  | Итоги |
| Соревнование      | Спортсмены      | Время  | Место |
| ----------------- | --------------- | ------ | ----- |
| Гигантский слалом | Георги Димитров | 2:59.5 | 53    |
| Гигантский слалом | Георги Митров   | 3:07.4 | 65    |
| Гигантский слалом | Димитр Дражев   | 3:17.6 | 72    |

### Слалом
| Соревнование | Спортсмены       | Слалом  | Слалом  | Слалом            | Слалом            | Всего             | Всего             |
| Соревнование | Спортсмены       | Время 1 | Место 1 | Время 2           | Место 2           | Очки              | Место             |
| ------------ | ---------------- | ------- | ------- | ----------------- | ----------------- | ----------------- | ----------------- |
| Слалом       | Георги Димитров  | 1:07.   | 32      | DSQ               | -                 | DSQ               | -                 |
| Слалом       | Димитр Дражев    | 1:10.1  | 45      | не квалифицирован | не квалифицирован | не квалифицирован | не квалифицирован |
| Слалом       | Димитри Атанасов | 1:18.7  | 60      | не квалифицирован | не квалифицирован | не квалифицирован | не квалифицирован |
| Слалом       | Георги Митров    | 1:22.8  | 69      | не квалифицирован | не квалифицирован | не квалифицирован | не квалифицирован |

## Лыжные гонки

### Лыжные гонки 18 км
| Соревнование | Спортсмены    | Итоги   | Итоги |
| Соревнование | Спортсмены    | Время   | Место |
| ------------ | ------------- | ------- | ----- |
| 18 км        | Борис Стоев   | 1’11:46 | 42    |
| 18 км        | Васил Груев   | 1’12:43 | 49    |
| 18 км        | Иван Стайков  | 1’12:47 | 50    |
| 18 км        | Петар Николов | 1’14:35 | 60    |

### Лыжные гонки 50 км
| Соревнование | Спортсмены    | Итоги   | Итоги |
| Соревнование | Спортсмены    | Время   | Место |
| ------------ | ------------- | ------- | ----- |
| 50 км        | Христо Дончев | 4’30:35 | 25    |

### Эстафета 4 x 10 км
| Спортсмены                                         | Итоги | Итоги |
| Спортсмены                                         | Время | Место |
| -------------------------------------------------- | ----- | ----- |
| Иван Стайков Петар Ковачев Васил Груев Борис Стоев | DNF   | -     |